# Leader in fuoricampo in carriera nella Major League Baseball

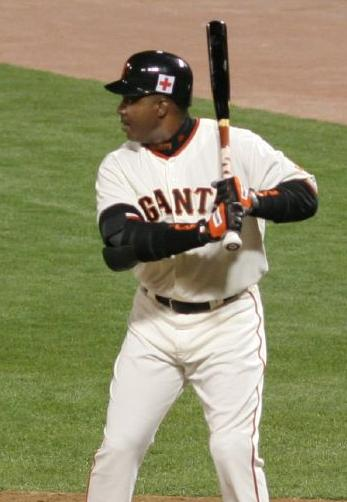
Barry Bonds detiene il record per il maggior numero di fuoricampo in carriera, 762 in 22 stagioni

La seguente è la lista dei primi 300 maggiori battitori di fuoricampo nella Major League Baseball. Nello sport del baseball, un fuoricampo, o home run, è una battuta in cui un giocatore segna correndo attraverso tutte le basi raggiungendo la casa base in una giocata senza beneficiare di un errore. Ciò può avvenire sia battendo la palla fuori dal terreno di gioco (un fuoricampo convenzionale) sia se la palla resta all'interno dello stesso, dando luogo a un fuoricampo interno.
Barry Bonds detiene il record di home run della Major League Baseball con 762. Questi superò i 755 di Hank Aaron il 7 agosto 2007. L'unico altro giocatore ad avere battuto almeno 700 fuoricampo è Babe Ruth con 714. Alex Rodriguez (696), Willie Mays (660), Albert Pujols (641), Ken Griffey Jr. (630), Jim Thome (612) e Sammy Sosa (609) sono gli unici altri ad avere raggiunto quota 600.
Nella lista che segue sono inclusi i giocatori della Major League Baseball con 221 o più home run nella stagione regolare (sono quindi escluse le gare di playoff e le partite amichevoli). 

## Legenda
| Class.              | Indica la posizione in classifica del giocatore.                       |
| Giocatore (2021 HR) | Nome del giocatore (numero di fuoricampo battuti nella stagione 2021). |
| HR                  | Totale di fuoricampo in carriera.                                      |
| *                   | Membro della National Baseball Hall of Fame.                           |
| Grassetto           | indica un giocatore in attività.                                       |

## Classifica
- Statistiche aggiornate al 22 maggio 2021.

| Class. | Giocatore (2021 HR)   | HR  |
| ------ | --------------------- | --- |
| 1      | Barry Bonds           | 762 |
| 2      | Hank Aaron *          | 755 |
| 3      | Babe Ruth *           | 714 |
| 4      | Alex Rodriguez        | 696 |
| 5      | Albert Pujols (17)    | 679 |
| 6      | Willie Mays *         | 660 |
| 7      | Ken Griffey Jr. *     | 630 |
| 8      | Jim Thome*            | 612 |
| 9      | Sammy Sosa            | 609 |
| 10     | Frank Robinson *      | 586 |
| 11     | Mark McGwire          | 583 |
| 12     | Harmon Killebrew *    | 573 |
| 13     | Rafael Palmeiro       | 569 |
| 14     | Reggie Jackson *      | 563 |
| 15     | Manny Ramírez         | 555 |
| 16     | Mike Schmidt *        | 548 |
| 17     | David Ortiz           | 541 |
| 18     | Mickey Mantle *       | 536 |
| 19     | Jimmie Foxx *         | 534 |
| 20     | Willie McCovey *      | 521 |
|        | Frank Thomas *        | 521 |
|        | Ted Williams *        | 521 |
| 23     | Ernie Banks *         | 512 |
|        | Eddie Mathews *       | 512 |
| 25     | Mel Ott *             | 511 |
| 26     | Gary Sheffield        | 509 |
| 27     | Eddie Murray *        | 504 |
| 28     | Lou Gehrig *          | 493 |
|        | Fred McGriff          | 493 |
| 30     | Miguel Cabrera (4)    | 491 |
| 31     | Adrián Beltré         | 477 |
| 32     | Stan Musial *         | 475 |
|        | Willie Stargell *     | 475 |
| 34     | Carlos Delgado        | 473 |
| 35     | Chipper Jones*        | 468 |
| 36     | Dave Winfield *       | 465 |
| 37     | José Canseco          | 462 |
|        | Adam Dunn             | 462 |
| 39     | Carl Yastrzemski *    | 452 |
| 40     | Jeff Bagwell *        | 449 |
|        | Vladimir Guerrero*    | 449 |
| 42     | Dave Kingman          | 442 |
| 43     | Jason Giambi          | 440 |
| 44     | Paul Konerko          | 439 |
| 45     | Andre Dawson *        | 438 |
| 46     | Carlos Beltrán        | 435 |
| 47     | Juan González         | 434 |
|        | Andruw Jones          | 434 |
| 49     | Cal Ripken Jr. *      | 431 |
| 50     | Nelson Cruz (10)      | 427 |
|        | Mike Piazza *         | 427 |
| 52     | Billy Williams *      | 426 |
| 53     | Edwin Encarnación (0) | 424 |
| 54     | Darrell Evans         | 414 |
| 55     | Alfonso Soriano       | 412 |
| 56     | Mark Teixeira         | 409 |
| 57     | Duke Snider *         | 407 |
| 58     | Andrés Galarraga      | 399 |
|        | Al Kaline *           | 399 |
| 60     | Dale Murphy           | 398 |
| 61     | Joe Carter            | 396 |
| 62     | Jim Edmonds           | 393 |
| 63     | Graig Nettles         | 390 |
| 64     | Johnny Bench *        | 389 |
| 65     | Aramis Ramírez        | 386 |
| 66     | Dwight Evans          | 385 |
| 67     | Harold Baines *       | 384 |
| 68     | Larry Walker *        | 383 |
| 69     | Frank Howard          | 382 |
|        | Ryan Howard           | 382 |
|        | Jim Rice *            | 382 |
| 72     | Albert Belle          | 381 |
| 73     | Orlando Cepeda *      | 379 |
|        | Tony Pérez *          | 379 |
| 75     | Matt Williams         | 378 |

| Class. | Giocatore (2021 HR)   | HR  |
| ------ | --------------------- | --- |
| 76     | Norm Cash             | 377 |
|        | Jeff Kent             | 377 |
| 78     | Carlton Fisk *        | 376 |
| 79     | Rocky Colavito        | 374 |
| 80     | Gil Hodges            | 370 |
| 81     | Todd Helton           | 369 |
|        | Ralph Kiner *         | 369 |
| 83     | Lance Berkman         | 366 |
| 84     | Joe DiMaggio *        | 361 |
| 85     | Gary Gaetti           | 360 |
| 86     | Johnny Mize *         | 359 |
| 87     | Yogi Berra *          | 358 |
|        | Carlos Lee            | 358 |
| 89     | Greg Vaughn           | 355 |
| 90     | Luis Gonzalez         | 354 |
|        | Lee May               | 354 |
| 92     | Torii Hunter          | 353 |
| 93     | Ryan Braun (0)        | 352 |
|        | Ellis Burks           | 352 |
| 95     | Dick Allen            | 351 |
| 96     | Chili Davis           | 350 |
| 97     | George Foster         | 348 |
| 98     | José Bautista         | 344 |
|        | Curtis Granderson     | 344 |
| 100    | Ron Santo *           | 342 |
| 101    | Jack Clark            | 340 |
| 102    | Tino Martinez         | 339 |
|        | Dave Parker           | 339 |
|        | Boog Powell           | 339 |
| 105    | Don Baylor            | 338 |
| 106    | Joe Adcock            | 336 |
| 107    | Darryl Strawberry     | 335 |
| 108    | Robinson Canó (0)     | 334 |
| 109    | Moisés Alou           | 332 |
|        | Bobby Bonds           | 332 |
| 111    | Hank Greenberg *      | 331 |
|        | Derrek Lee            | 331 |
| 113    | Shawn Green           | 328 |
|        | Mo Vaughn             | 328 |
| 115    | Jermaine Dye          | 325 |
|        | Willie Horton         | 325 |
| 117    | Gary Carter *         | 324 |
|        | Lance Parrish         | 324 |
| 119    | Ron Gant              | 321 |
|        | Giancarlo Stanton (9) | 321 |
| 121    | Vinny Castilla        | 320 |
|        | Troy Glaus            | 320 |
| 123    | Jay Bruce             | 319 |
|        | Cecil Fielder         | 319 |
|        | Prince Fielder        | 319 |
| 126    | Roy Sievers           | 318 |
| 127    | George Brett *        | 317 |
|        | Adrián González       | 317 |
| 129    | Ron Cey               | 316 |
|        | Matt Holliday         | 316 |
|        | Scott Rolen           | 316 |
| 132    | Jeromy Burnitz        | 315 |
|        | Justin Upton (8)      | 315 |
| 134    | Reggie Smith          | 314 |
| 135    | Iván Rodríguez *      | 311 |
| 136    | Jay Buhner            | 310 |
|        | Mike Trout (8)        | 310 |
| 138    | Evan Longoria (5)     | 309 |
|        | Edgar Martínez *      | 309 |
| 140    | Greg Luzinski         | 307 |
|        | Al Simmons *          | 307 |
|        | Miguel Tejada         | 307 |
| 143    | Fred Lynn             | 306 |
|        | Richie Sexson         | 306 |
|        | Rubén Sierra          | 306 |
| 146    | Raúl Ibañez           | 305 |
|        | David Justice         | 305 |
|        | Reggie Sanders        | 305 |
| 149    | Steve Finley          | 304 |
| 150    | Rogers Hornsby *      | 301 |

| Class. | Giocatore (2021 HR)  | HR  |
| ------ | -------------------- | --- |
| 151    | Chuck Klein *        | 300 |
|        | Joey Votto (5)       | 300 |
| 153    | Tim Salmon           | 299 |
| 154    | Mark Reynolds        | 298 |
| 155    | Rickey Henderson *   | 297 |
| 156    | Chris Davis (0)      | 295 |
| 157    | Magglio Ordóñez      | 294 |
|        | Robin Ventura        | 294 |
| 159    | Kent Hrbek           | 293 |
| 160    | Pat Burrell          | 292 |
|        | Rusty Staub          | 292 |
| 162    | Craig Biggio *       | 291 |
|        | Jimmy Wynn           | 291 |
| 164    | Bobby Abreu          | 288 |
|        | Del Ennis            | 288 |
|        | Bob Johnson          | 288 |
|        | Hank Sauer           | 288 |
| 167    | Garret Anderson      | 287 |
|        | Bobby Bonilla        | 287 |
|        | Brian Giles          | 287 |
|        | Matt Kemp (0)        | 287 |
|        | Bernie Williams      | 287 |
| 173    | Carlos Peña          | 286 |
|        | Frank Thomas         | 286 |
| 175    | Will Clark           | 284 |
|        | Eric Karros          | 284 |
| 177    | Ken Boyer            | 282 |
|        | Eric Davis           | 282 |
|        | Adam Jones           | 282 |
|        | Brian McCann         | 282 |
|        | Ryne Sandberg *      | 282 |
| 182    | Paul O'Neill         | 281 |
| 183    | Ted Kluszewski       | 279 |
| 184    | Mike Cameron         | 278 |
|        | Ryan Klesko          | 278 |
| 186    | Rudy York            | 277 |
| 187    | Brian Downing        | 275 |
|        | Roger Maris          | 275 |
|        | Dean Palmer          | 275 |
|        | Jorge Posada         | 275 |
| 191    | Dante Bichette       | 274 |
|        | Ryan Zimmerman (4)   | 274 |
| 193    | Steve Garvey         | 272 |
| 194    | Tom Brunansky        | 271 |
|        | Raúl Mondesí         | 271 |
|        | Hanley Ramírez       | 271 |
|        | George Scott         | 271 |
| 198    | Vernon Wells         | 270 |
| 199    | Joe Morgan *         | 268 |
|        | Brooks Robinson *    | 268 |
|        | Gorman Thomas        | 268 |
| 202    | George Hendrick      | 267 |
|        | Mike Napoli          | 267 |
| 204    | Vic Wertz            | 266 |
| 205    | George Bell          | 265 |
|        | Matt Stairs          | 265 |
| 207    | Bobby Thomson        | 264 |
| 208    | Danny Tartabull      | 262 |
| 209    | Eric Chavez          | 260 |
|        | Derek Jeter *        | 260 |
|        | Javy López           | 260 |
|        | Tim Wallach          | 260 |
| 213    | Chase Utley          | 259 |
| 214    | Ian Kinsler          | 257 |
| 215    | Bob Allison          | 256 |
|        | Larry Parrish        | 256 |
|        | Vada Pinson          | 256 |
| 218    | Kirk Gibson          | 255 |
|        | Paul Goldschmidt (6) | 255 |
|        | Adam LaRoche         | 255 |
|        | John Mayberry        | 255 |
|        | John Olerud          | 255 |
| 223    | Larry Doby *         | 253 |
|        | Joe Gordon *         | 253 |
|        | Andre Thornton       | 253 |

| Class. | Giocatore (2021 HR)  | HR  |
| ------ | -------------------- | --- |
|        | Todd Zeile           | 253 |
| 227    | Bret Boone           | 252 |
|        | Freddie Freeman (12) | 252 |
|        | Bobby Murcer         | 252 |
|        | Joe Torre *          | 252 |
| 231    | Tony Armas           | 251 |
|        | Tony Clark           | 251 |
|        | Cy Williams          | 251 |
|        | Robin Yount *        | 251 |
| 235    | J.D. Martinez (12)   | 250 |
|        | Andrew McCutchen (7) | 250 |
| 237    | José Valentín        | 249 |
| 238    | Goose Goslin *       | 248 |
|        | Carlos Santana (8)   | 248 |
|        | Ted Simmons *        | 248 |
| 241    | Justin Morneau       | 247 |
|        | Vern Stephens        | 247 |
| 243    | Víctor Martínez      | 246 |
|        | Ken Singleton        | 246 |
| 245    | Nolan Arenado (10)   | 245 |
|        | Deron Johnson        | 245 |
|        | Nick Swisher         | 245 |
|        | Mickey Tettleton     | 245 |
| 249    | Hunter Pence         | 244 |
|        | Lou Whitaker         | 244 |
|        | Hack Wilson *        | 244 |
| 252    | Dusty Baker          | 242 |
|        | Sal Bando            | 242 |
|        | Wally Berger         | 242 |
|        | Roy Campanella *     | 242 |
|        | J. D. Drew           | 242 |
|        | Aubrey Huff          | 242 |
|        | David Wright         | 242 |
| 259    | Jesse Barfield       | 241 |
|        | Cecil Cooper         | 241 |
|        | Rick Monday          | 241 |
| 262    | Jeff Burroughs       | 240 |
|        | Roberto Clemente *   | 240 |
| 264    | Dolph Camilli        | 239 |
|        | Ken Caminiti         | 239 |
|        | Bryce Harper (7)     | 239 |
| 267    | Earl Averill *       | 238 |
|        | Ray Lankford         | 238 |
| 269    | Doug DeCinces        | 237 |
|        | Gus Zernial          | 237 |
| 271    | Gabby Hartnett *     | 236 |
| 272    | Johnny Damon         | 235 |
|        | Bill Nicholson       | 235 |
|        | Ben Oglivie          | 235 |
|        | Dan Uggla            | 235 |
| 276    | Carlos González      | 234 |
|        | Gary Matthews        | 234 |
|        | Kevin Mitchell       | 234 |
|        | Paul Molitor *       | 234 |
|        | Anthony Rizzo (5)    | 234 |
| 281    | Cliff Floyd          | 233 |
| 282    | Jimmy Rollins        | 231 |
| 283    | Rob Deer             | 230 |
|        | Josh Donaldson (5)   | 230 |
| 285    | Nomar Garciaparra    | 229 |
|        | Manny Machado (6)    | 229 |
|        | Jayson Werth         | 229 |
| 288    | Howard Johnson       | 228 |
|        | Dick Stuart          | 228 |
|        | Hal Trosky           | 228 |
| 291    | Marquis Grissom      | 227 |
| 292    | Johnny Callison      | 226 |
| 293    | Troy Tulowitzki      | 225 |
| 294    | Bobby Grich          | 224 |
| 295    | Bobby Doerr *        | 223 |
|        | Travis Fryman        | 223 |
|        | Mike Lowell          | 223 |
| 298    | Jason Bay            | 222 |
|        | Don Mattingly        | 222 |
| 300    | Tony Batista         | 221 |
|        | Geoff Jenkins        | 221 |